# Famille de Gontaut-Biron
La famille de Gontaut-Biron est une des plus anciennes familles subsistantes de la noblesse française, originaire de l'Agenais puis fixée en Périgord, dont la filiation prouvée remonte à 1147. Elle a notamment donné quatre maréchaux de France, un amiral de France,12 lieutenants généraux des armées, un grand maître de l'artillerie de France, plusieurs gouverneurs, etc.
Elle se divisa en plusieurs branches (Badefol, Saint-Geniès, Hautefort, Cabrères et Biron) dont seule subsiste celle de Biron-Saint-Blancard,, titrée comte de l'Empire en 1811.
La baronnie de Biron, l'une des quatre baronnies du Périgord, sera érigée deux fois en duché: de 1598 à 1602 et de 1723 à 1793.
Au XVIIIe siècle, la famille de Gontaut fut admise douze fois aux Honneurs de la Cour et sa branche de Hautefort sept fois.

## Histoire
La famille de Gontaut parait avoir tiré son nom de la baronnie de Gontaud (sénéchaussée d'Agen) dont elle conserva une grande partie de la seigneurie jusqu'en 1394. 
Gontaldus, qui fit don d'un terrain à l'abbaye de Cadouin en 926, est donné comme un des premiers membres de la famille de Gontaut, qui prouve sa filiation depuis 1147, année du décès de Vital de Gontaut. Son fils, Gaston de Gontaut, seigneur de Badefol, épouse la fille de Guillaume de Biron, dont les terres sont situées en Dordogne.
Au XXIe siècle, il ne subsiste que la branche dite de Biron-Saint-Blancard, adhèrente de l'Association d'entraide de la Noblesse française depuis 1934 (une autre branche subsisterait en Belgique).

### Souche commune
- Vital de Gontaut (vers 1100-vers 1147), seigneur de Gontaut, peut-être marié à l'héritière de Biron car dans un acte de donation, Aimeri de Biron est dit le cousin de Gaston Ier de Gontaut ;
  - Vital II de Gontaut, seigneur de Gontaut, vivait en 1187 ;
    - La seigneurie de Gontaut passe à la famille de Ferriol, probablement par mariage de sa fille ou petite-fille, d'où Vital de Ferriol, dit de Gontaut, qui vend la moitié de la ville de Gontaut au roi d'Angleterre, duc d'Aquitaine, le 28 août 1292 ;

  - Gaston Ier de Gontaut, seigneur de Badefol (+1154), son fils, peut-être mort en Terre sainte ;
    - Gaston de Gontaut, seigneur de Biron, de Badefol, il est le témoin d'un don fait par Richard Cœur de Lion à l'abbaye de Cadouin, en 1188. Il meurt en Terre sainte sans descendance ;
    - Henri Ier de Gontaut (vers 1165-vers 1222), son frère, seigneur de Biron, de Badefol, Bigaroque. La seigneurie de Bigaroque vient probable de son épouse qui pourrait être de la famille de Beynac :
      - Vital de Gontaut, prête serment de fidélité, avec son frère Gaston, au roi Louis IX en 1243. Il a eu deux filles ;
      - Pierre de Gontaut, seigneur de Badefol (après 1200-avant 1276), marié à Hélis de Castelnau, fille de Maffre II de Castelnau, baron de Castelnau (vers 1180-1255), il est l'auteur de la branche des seigneurs de Badefol et de Saint-Geniès
        - Gaston II de Gontaut-Badefol (après 1245-vers 1311), seigneur de Badefol et de Saint-Avit, il participe à la construction de l'église paroissiale de Beaumont. Avec son frère Pierre, il donne des coutumes et des franchises aux habitants de la ville de Badefol le 4 septembre 1277. Il s'est marié avec la fille d'Isarn de Balenx vers 1272 ;
          - Gaston III de Gontaut-Badefol, seigneur de Badefol et de Saint-Avit
          - Pierre II de Gontaut (vers 1280-après 1345), auteur de la maison de Hautefort, marié avec Marguerite de Born
          - un autre Pierre, chanoine de l'église de Cahors, et Isarn, chanoine de Saint-Avit. Séguin mort en 1332 ;

      - Gaston II de Gontaut, baron de Biron, chevalier croisé en 1248 (+1251), auteur notamment des branches de Biron et de Saint-Blancard, marié avec Marguerite de Lomagne (vers 1215-après 1263). Le 10 mai 1239, il signe un traité avec Hélie II Rudel (mort en 1254), seigneur de Bergerac, par lequel il reconnait tenir de lui son château de Biron et ses dépendances, et d'être son loyal féal, et Hélie Rudel promet de le défendre ;
        - Gaston III de Gontaut (vers 1235-après 1269), baron de Biron, seigneur de Montaut, marié en secondes noces avec Marquèze de Domme (vers 1245-après 1273) qui lui apport Montaut ,
          - Pierre Ier de Gontaut (vers 1270-après 1294), baron de Biron, seigneur de Gontaut, de Montaut, marié avec Bertrane (alias Barrane) de Thémines,
            - Pierre II de Gontaut (teste en 1350), baron de Biron, seigneur de Gontaut, de Montaut et de Lauzun en partie à partir de 1341,  marié en 1318 avec Allemande de Madaillan, puis avec Agnès de Pins,
              - Pierre de Gontaut, baron de Biron, seigneur de Clarens, de Castillonnès, de Cabrerès, de Merle, ..., marié en 1355 avec Marie de Concots, dame de Cabrerès en Quercy, puis avec Huguette de Cardaillac dont il eu un fils mort jeune,
              - Gaston IV de Gontaut (vers 1325-1394 ), succède à son frère, baron de Biron et de Montaut, seigneur de Gontaut, de Cabrerès, marié avec Marguerite de Biron (vers 1350-après 1401), dame de Montferrand ;
                - Almaric de Gontaut (mort vers 1399), baron de Biron et de Montaut, marié avec Catherine de Caragnac,
                - Gaston V de Gontaut (vers 1368-3 août 1447), baron de Biron, seigneur de Montaut et de Montferrand, marié vers 1400 avec Sybille Foucher de Chabanes, fille d'Aimeric Foucher, seigneur de Chabannes, et de Comtesse de Lesparre ;
                - Pierre III de Gontaut, auteur de la branche des seigneurs, puis comtes de Cabrerès,
                  - Gaston VI de Gontaut (1414-après 1481), seigneur et baron de Biron, seigneur de Puybéton et de Montferrand, marié en 1456 avec Catherine de Salagnac. Il fait hommage au roi Louis XI pour la baronnie de Biron, la châtellenie de Puybéton et la seigneurie de Montferrand le 11 décembre 1469. Il est qualifié de premier baron du Périgord ;
                    - Pons de Gontaut (mort après 1524), baron de Biron, seigneur de Montferrand, de Montaut, de Carbonnières, , d'Orlhac, de Conros, ..., marié en 1489 avec Madeleine de Rochechouart-Mortemart, puis en 1499 avec Marguerite Faubournet-Montferrand ;
                    - Armand de Gontaut, évêque de Sarlat ;
                    - Brandelin ou Brandelis de Gontaut, auteur de la branche des seigneurs, puis barons de Salagnac ;
                    - Gui de Gontaut, seigneur de Puybéton, archiprêtre de Monpazier ;

                  - Arnaud de Gontaut, seigneur de Montaut, de Born, et de Saint-Just.

### Branche de Gontaut-Biron

#### Branche cadette de Saint-Blancard (subsistante)
Cette branche issue de la branche de Gontaut-Biron a pour auteur le frère cadet de Charles de Gontaut (1562-1602), premier duc de Biron, Armand de Gontaut-Biron, baron de Saint-Blancard et de Chef-Boutonne, gentilhomme de la chambre du roi, capitaine de 50 Ordonnances, marié en 1615 à Hippolyte de Lauzières.

#### Branche cadette de Saint-Geniès (éteinte en 1793)
La branche de Saint-Geniès, issue des seigneurs de Badefol a une filiation prouvée qui remonte à Pierre de Gontaut, seigneur de Badefol  mort en 1433. Elle s'est éteinte en 1793 avec Charles-Félix Nicolas de Gontaut dit le comte de Gontaut-Saint-Geniès.

#### Branche cadette de Hautefort (éteinte en 1903)
Les Hautefort sont une branche de la famille de Gontaut,. Ils ont pour auteur Pierre II de Gontaut, co-seigneur de Badefol, allié en 1303 avec Marguerite de Faye de Born.
Leurs armoiries, "D'or à trois forces de sable, les pointes en haut", sont distinctes de celles des Gontaut
En 1388, Hélie de Gontaut (mort en 1420) épouse Mathe [non pas Marthe] de Born, fille de Bertrand de Born et d'Alix de Calvignac, qui lui apporte la terre de Hautefort dont cette branche prendra les nom et armes. Leurs enfants écartèleront les armes des Gontaut avec celles des Hautefort.
La châtellenie d'Hautefort est érigée en marquisat en 1614 en faveur de François de Hautefort (1548-1640), comte de Montignac, seigneur de Thénon, la Mothe, la Borie, gentilhomme ordinaire de la chambre du Roi, conseiller aux conseils d'état et privé. Son petit-fils, Jacques François de Hautefort, deuxième marquis de Hautefort, fait construire, dans la seconde moitié du XVIIe siècle, l'actuel château de Hautefort et meurt sans postérité en 1680. Sa sœur, Marie de Hautefort, maréchale et duchesse de Schomberg, est favorite du Roi Louis XIII.

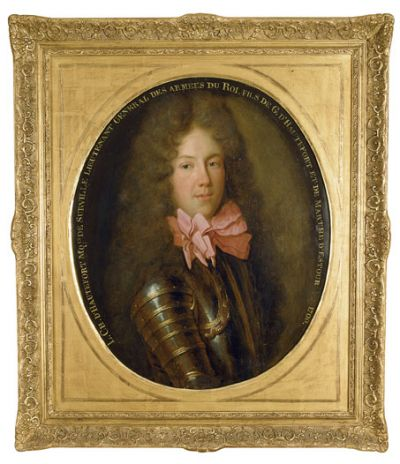
Louis Charles de Hautefort, lieutenant général des armées du Roi, par Jean Ranc

Au milieu du XVIIe siècle, le mariage de leur frère, Gilles de Hautefort (I), plus tard 3e marquis de Hautefort (1612-1693), avec Marthe d'Estourmel fait entrer dans la famille la terre de Champien, en Picardie, avec un ensemble de seigneuries aux alentours, ainsi qu'en Normandie.
Quatre fils, notamment, sont issus de ce mariage, qui furent tous officiers généraux. L'aîné d'entre eux, François Marie de Hautefort (1654-1727), lieutenant général des armées du Roi, fut le 4e marquis de Hautefort mais mourut sans postérité. Son frère, Louis Charles de Hautefort (1656-1721), aussi lieutenant-général des armées du Roi, était connu sous le titre de marquis de Surville et continua la lignée. Leur frère, Gilles de Hautefort (II), dit le comte de Hautefort (1666-1727), lieutenant-général des armées navales, mourut sans descendance. Leur frère, Gabriel de Hautefort, dit le chevalier de Hautefort, mort aussi sans descendance (1669-1743), fut également lieutenant-général des armées du Roi,.

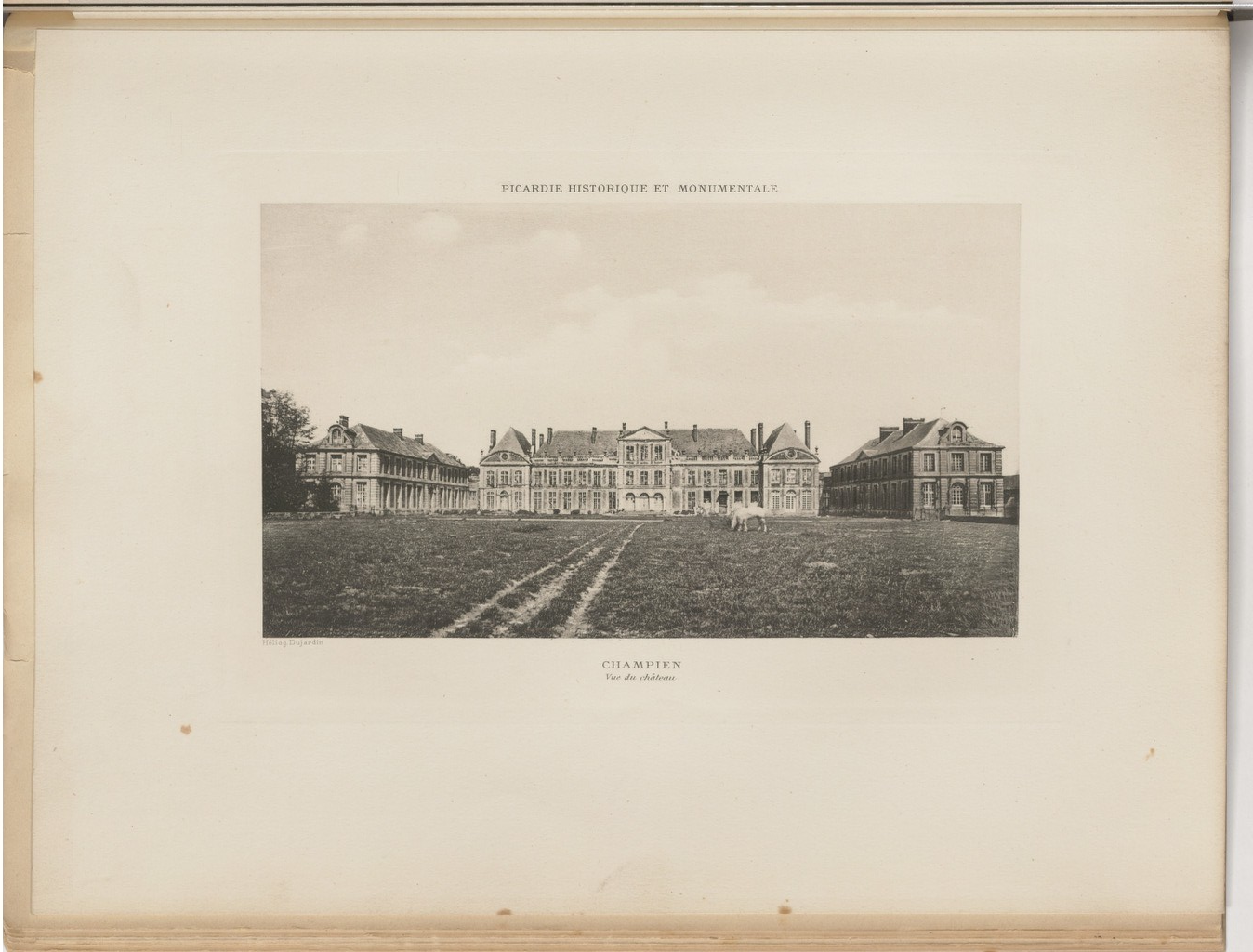
Château (disparu) de Champien (Somme)

De 1750 à 1753, Emmanuel Dieudonné de Hautefort, fils de Louis-Charles et 5e marquis de Hautefort, est ambassadeur du Roi Louis XV auprès de la Cour d'Autriche.
Ses descendants se succèdent au château de Hautefort jusqu'en 1890 et au château de Champien jusqu'en 1877.
Cette branche s'est éteinte en 1903 avec Armand Alexandre Emmanuel d'Hautefort, général de brigade, commandeur de la Légion d'honneur et de l'Ordre de Saint-Grégoire-le-Grand, qui eut uniquement une fille, Marie ou Gabrielle de Hautefort (1869-1897), mariée avec Fernand Stoffels. Ce dernier fut autorisé par décret présidentiel du 27 décembre 1892 à prendre le nom "Stoffels d'Hautefort", nom que ses descendants portent toujours au XXIe siècle.
À partir de 1816, Adélaïde de Maillé de la Tour Landry (18 décembre 1787 - Paris 7e, 17 avril 1873), mariée en 1805 avec Jean-Louis Gustave de Hautefort, comte de Vaudre, dit le comte de Hautefort (mort le 12 mai 1850), officier supérieur des gardes du corps, gentilhomme de la chambre du Roi, officier de la Légion d'honneur, est dame de compagnie de la duchesse de Berry, jusqu'au départ de celle-ci pour Palerme, en juin 1833.

### Personnalités

#### Branche de Gontaut
- Vianne de Gontaut Biron (1225-1280) ;
- Hélie de Gontaut-Hautefort (+1420), auteur de la branche de Gontaut-Hautefort ;
- Armand de Gontaut (vers 1462-1531), évêque de Sarlat, puis archevêque titulaire de Nazareth ;
- Pons de Gontaut de Biron (14??-1524), gouverneur du Berry (1520-1524), qui aurait inspiré à Charles Perrault le personnage du petit Poucet[24] ;
- Armand Ier de Gontaut (1524-1592), maréchal de France ;
- Charles de Gontaut (1562-1602), 1er duc de Biron, maréchal de France ;
- Jean II de Gontaut (+1636) ;
- Charles-Armand de Gontaut (1663-1756), 2e duc de Biron, maréchal de France ;
- Louis-Antoine de Gontaut (1701-1788), duc de Biron, maréchal de France ;
- Charles-Antoine de Gontaut (1708-1798), 5e duc de Biron ;
- Armand-Louis de Gontaut, 6e duc de Biron, duc de Lauzun, général, (1747-1793), fils du précédent ;
- Amélie de Boufflers, épouse du précédent, duchesse de Biron et duchesse de Lauzun (1751-1794)
- Joséphine de Montault (1772-1862), alors veuve de Charles Michel, vicomte de Gontaut Biron (1751-1826), gouvernante des Enfants de France, créée duchesse de Gontaut par ordonnance du Roi Charles X, le 14 octobre 1826 ;
- Seguin de Badefol ;
- Armand II de Gontaut (1771-1851), pair de France héréditaire (1815), puis marquis-pair héréditaire (1818) ;
- Henri II de Gontaut Biron (1802-1883), président du Jockey-Club de Paris de 1853 à 1883, son fils ;
- Aimé Charles Zacharie de Gontaut Biron (1776-1840), député, frère d'Armand II de Gontaut ;
- Elie de Gontaut Biron, fils du précédent (1817-1890), député puis sénateur, ambassadeur de France ;
- Joseph de Gontaut Biron, fils du précédent (1851-1924), député puis sénateur ;
- Bernard de Gontaut Biron, frère du précédent (1854-1939), secrétaire d'ambassade, député ;
- Roger de Gontaut Biron (1884-1944), historien.

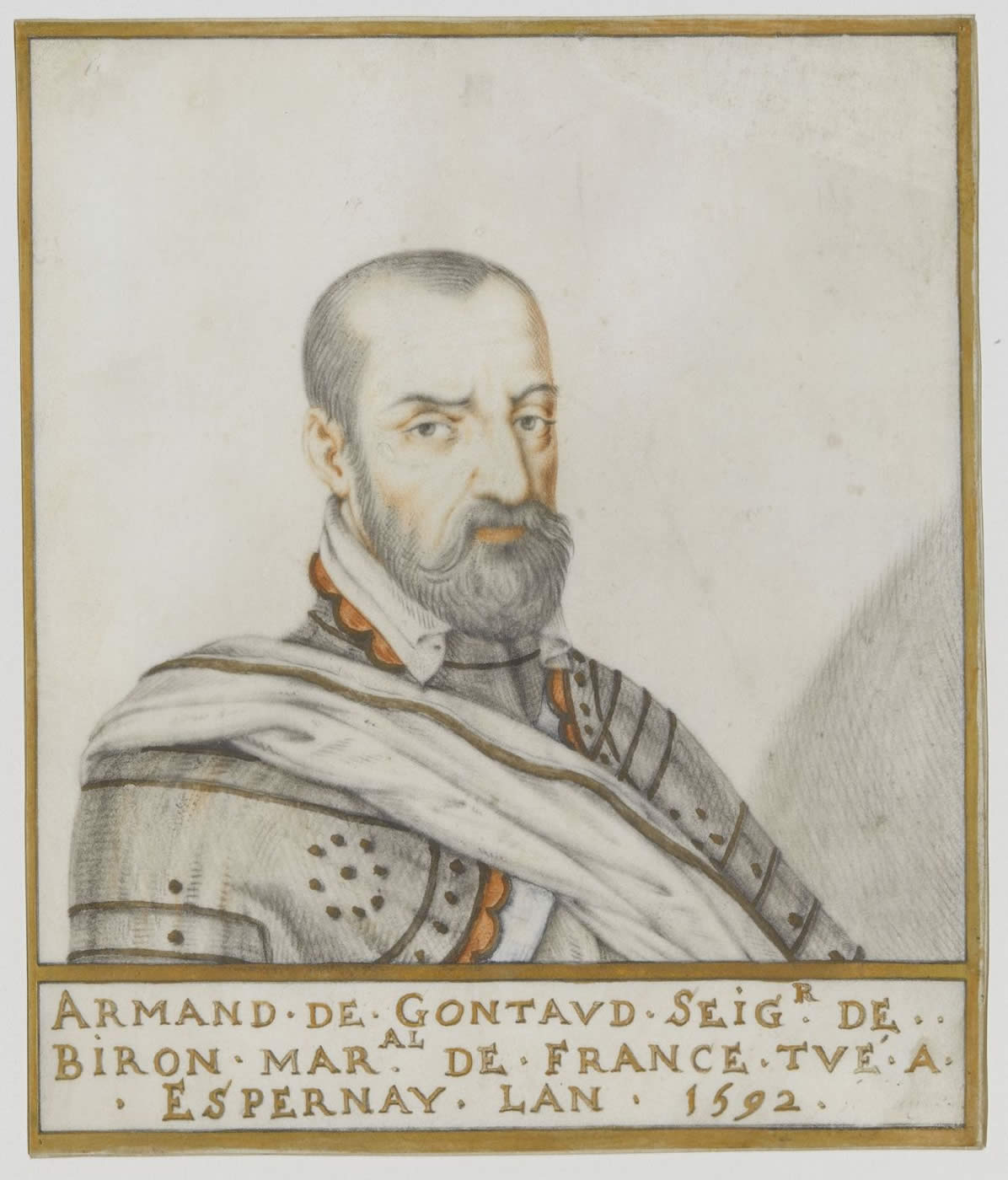
Armand Ier de Gontaut (1524-1592), maréchal de France
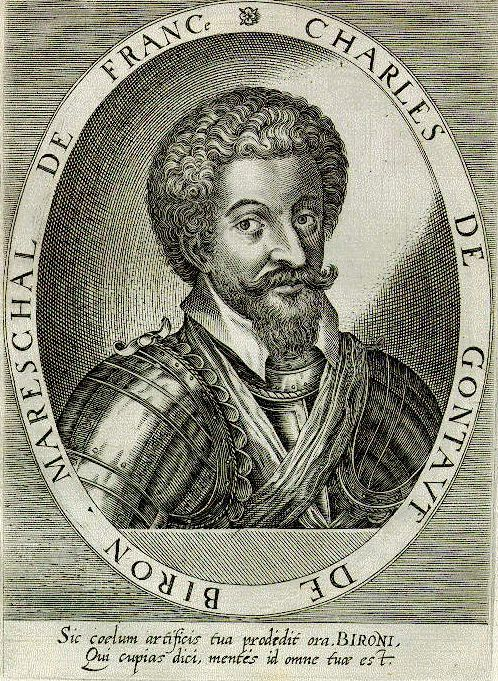
Charles de Gontaut (1562-1602), 1er duc de Biron, maréchal de France
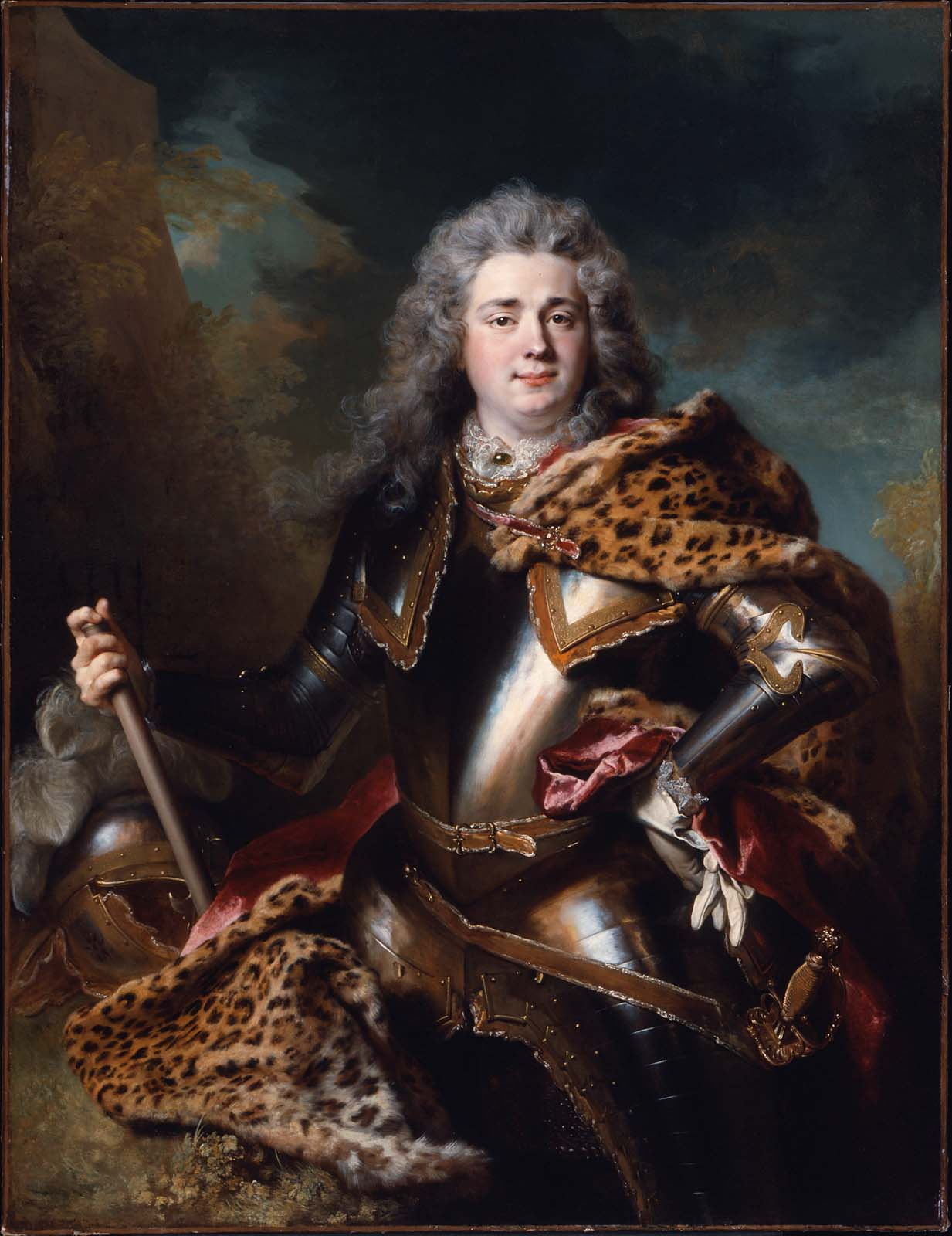
Charles Armand de Gontaut-Biron, duc de Biron (par Nicolas de Largillierre, Boston, MFA)
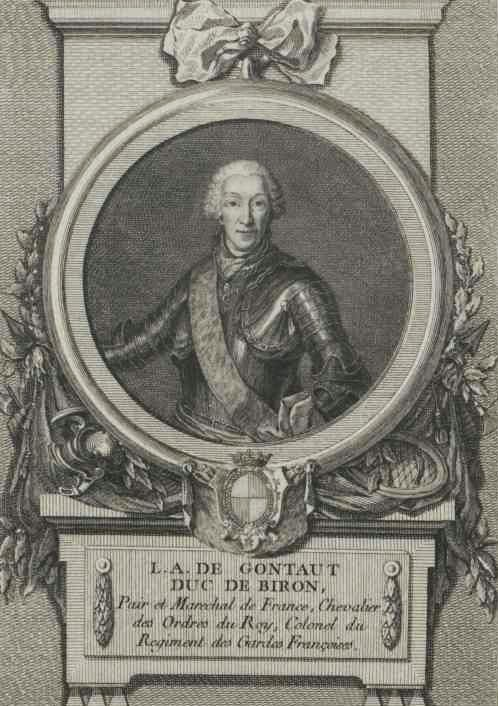
Louis-Antoine de Gontaut (1701-1788), 6e duc de Biron, maréchal de France
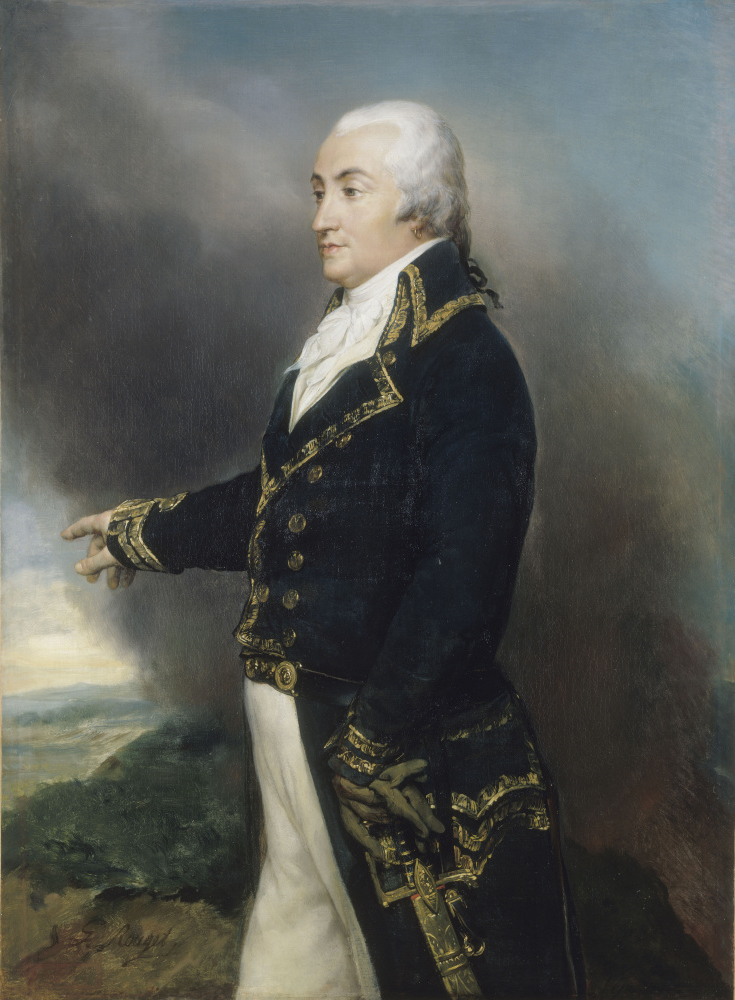
Armand-Louis de Gontaut (1747-1793), 8e duc de Biron, duc de Lauzun, général, commandant durant la guerre de Vendée

#### Branche de Hautefort
- Louis-Charles de Hautefort, marquis de Surville, lieutenant-général des armées du Roi (1658-1721) ;
- Emmanuel Dieudonné de Hautefort, maréchal des camps et armées du Roi, ambassadeur à Vienne (1700-1777), fils du précédent ;
- Gilles de Hautefort (II), lieutenant-général des armées navales (1666-1743), frère de Louis-Charles ;
- Armand Alexandre Emmanuel de Hautefort, général, commandeur de la Légion d'honneur (1823-1903), arrière petit fils d'Emmanuel-Dieudonné.

## Armes
- Écartelé d'or et de gueules, l'écu en bannière[1]
- la branche de Gontaut-Hautefort porte d'abord au XVe siècle : Ecartelé, aux 1 et 4, d'or à trois forces de sable les pointes en haut ; aux 2 et 3, contre-écartelé d'or et de gueules. Puis, au XVIe siècle : D'or à trois forces de sable les pointes en haut, l'écu en bannière[13].

armes de la famille de Gontaut
armes de la branche de Saint-Geniès
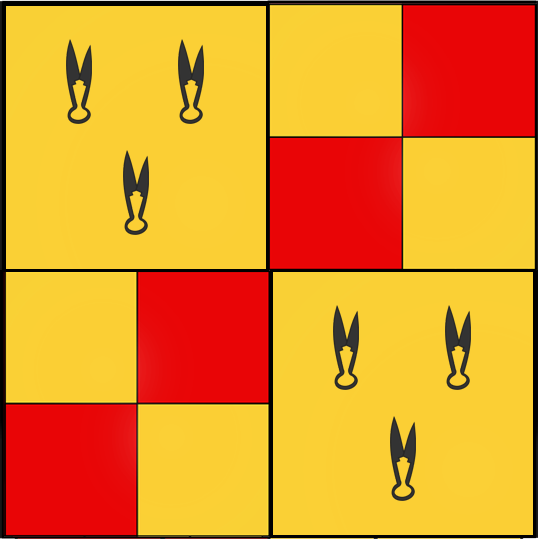
armes de la branche de Gontaut-Hautefort
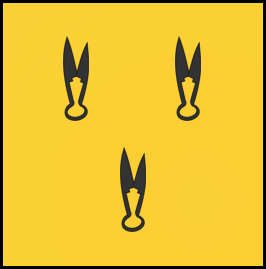
armes des marquis de Hautefort

- devise : Perit sed in armis (devise d'Armand de Gontaut, baron de Biron)[25].

## Titres
La famille de Gontaut-Biron a porté des titres de baron associés à d'anciennes baronnies et des titres de courtoisie associés à différentes seigneuries sans qu'il y ait érection de titre par le roi.

La baronnie de Biron a porté le titre de marquisat de 1602 jusqu'en 1723 à l'érection en duché-pairie.
Titres réguliers qui ont fait l'objet d'une érection par un souverain :
- Duc de Biron en 1598 (éteint en 1602)  et 1723 (éteint en 1793)[28] ;
- Marquis de Hautefort par lettres de 1614 (branche de Hautefort, éteint en 1903)[13] ;
- Duc de Lauzun par brevet de 1766 (éteint en 1793),[1],[29] ;
- Comte de l'Empire par lettres patentes du 6 octobre 1810 et 2 août 1811[29] (subsistant)[4]
- Pair héréditaire par ordonnance du 17 août 1815[29] ;
- marquis-pair par ordonnance du 31 août 1817 et lettres patentes du 8 janvier 1818[29],[30] (éteint en 1883)[29] ;
- Titre personnel de duchesse, par ordonnance du 14 octobre 1826, en faveur de Joséphine de Montault de Navailles, gouvernante des enfants de France[29] ;
- Le titre de marquis de Saint-Blancard est un titre qui fut porté aux Honneurs de la cour le 27 avril 1788[30] ;

Philippe du Puy de Clinchamps (Charondas) écrit dans À quel titre (1970) que les titres de marquis de Biron, marquis de Gontaut-Biron et marquis de Gontaut-Saint-Blancard sont des titres de courtoisies.
Régis Valette dans son Catalogue de la noblesse française (2007) ne mentionne que le titre de comte de l'Empire de 1810 pour la branche subsistante de Gontaut-Biron, issue d'Armand de Gontaut, frère cadet du premier duc de Biron.

## Patrimoine familial

### Branche de Gontaut-Biron
- Château de Biron (Dordogne, France)
- Château de Biron (Erezée, Belgique)[10]
- Château de Saint Blancard
- Hôtel de Biron (abritant désormais le Musée Rodin à Paris)
- Château de Montgaillard
- Château de Montferrand-du-Périgord

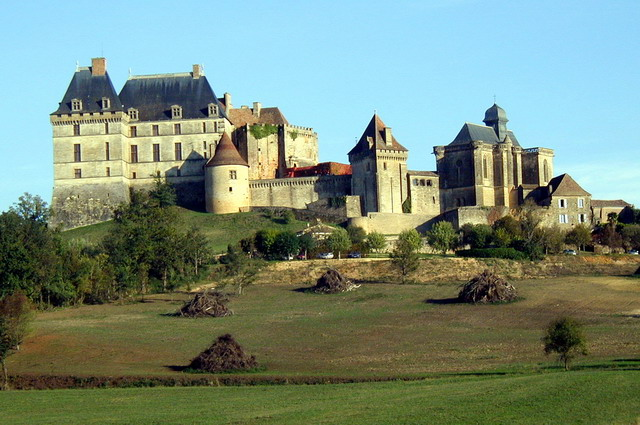
Château de Biron, Dordogne
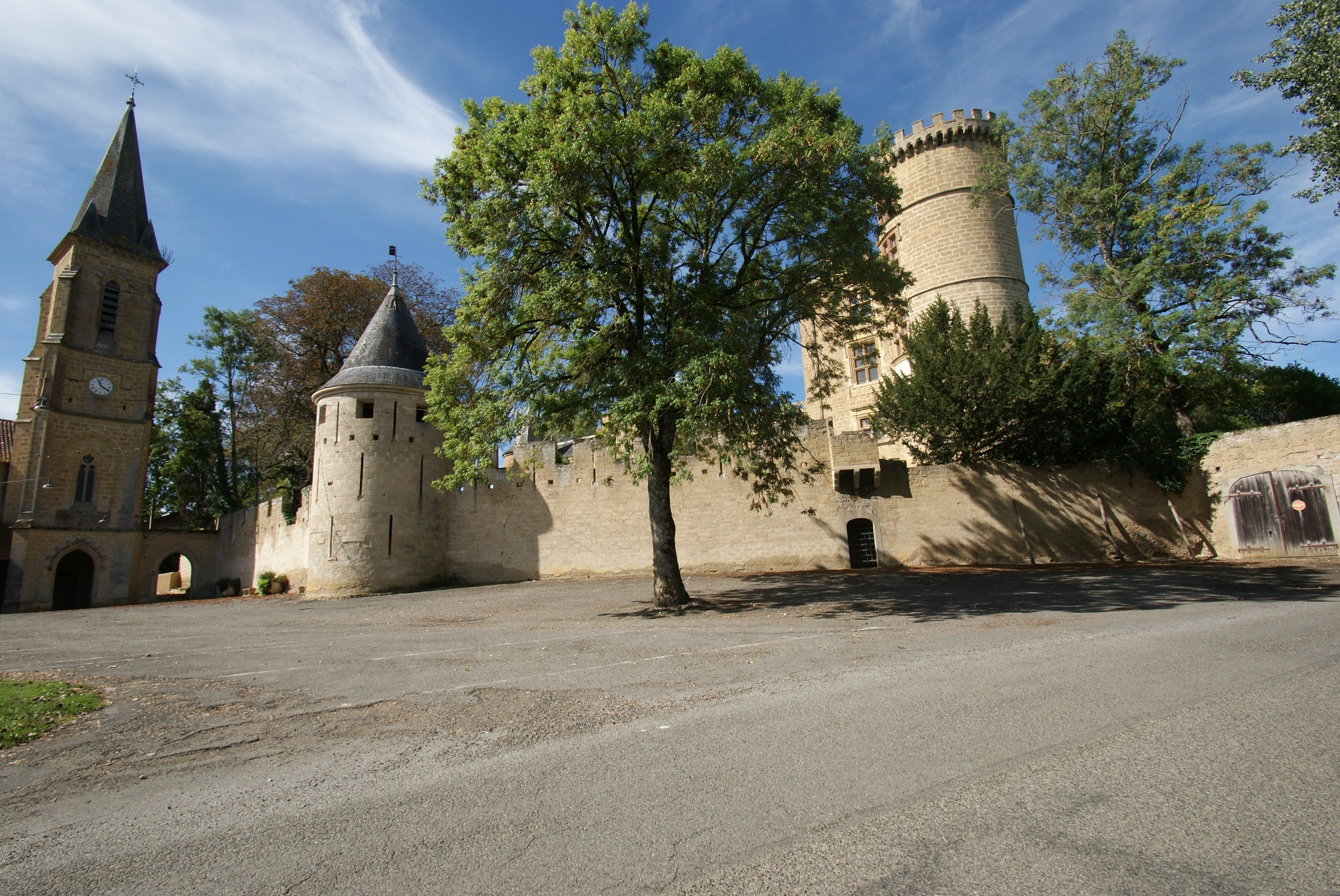
Château de Saint-Blancard
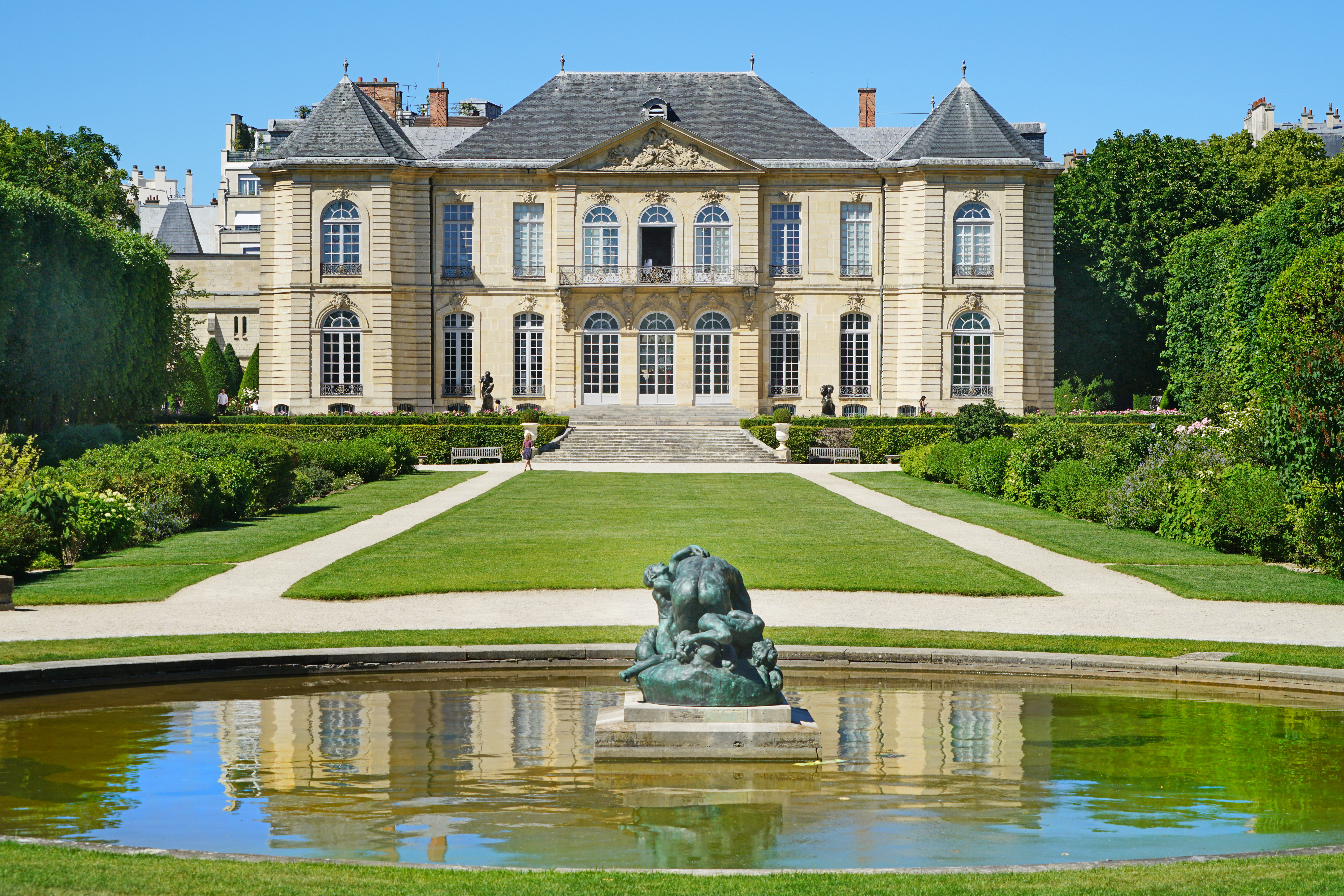
Hôtel de Biron, abritant le Musée Rodin, Paris

### Branche de Hautefort
- Château de Hautefort
- Château de Champien
- Château de l'Herm

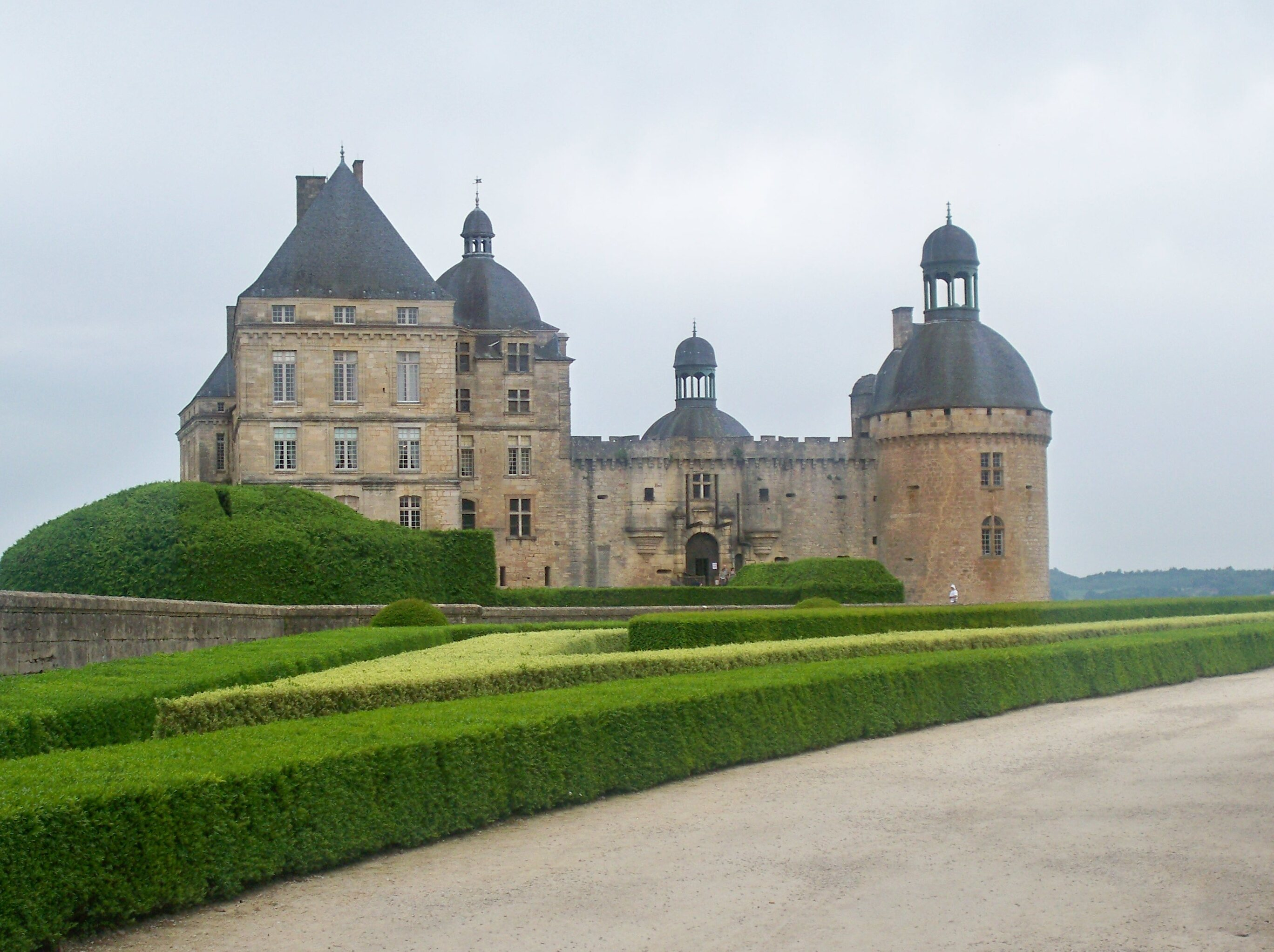
Château de Hautefort (Dordogne, France)
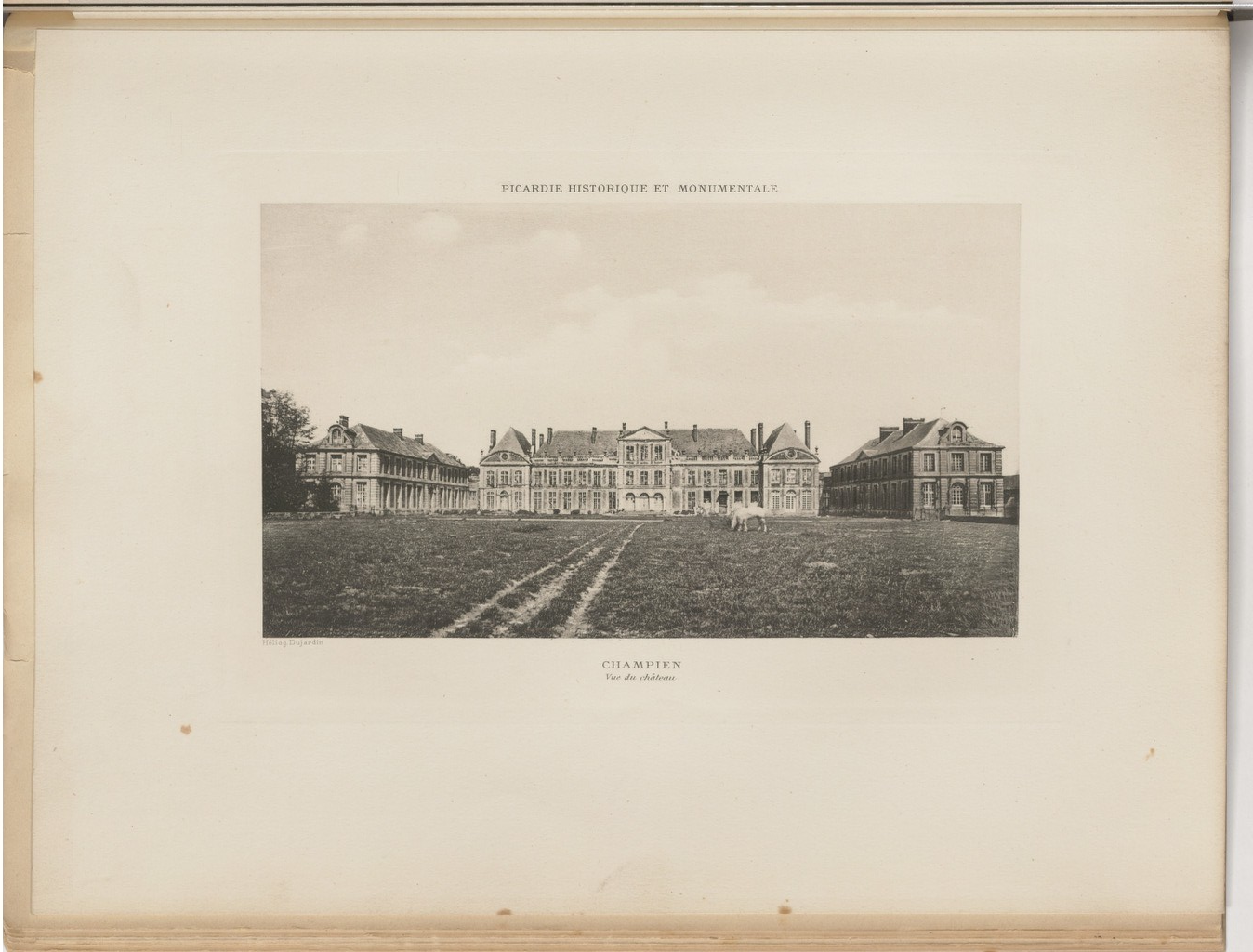
Château disparu de Champien (Somme, France)

#### Œuvres d’art et patrimoine artistique
De nombreuses peintures et sculptures reflétant l’influence de la famille sont exposées au Château de Versailles.
Plusieurs groupes sculptés provenant de la chapelle ancestrale du château de Biron en Dordogne, dont une Mise au tombeau du Christ et une Pietà avec donateurs, ont été vendus et sont exposés au Metropolitan Museum of Art à New York,,.
Cette présence témoigne de la reconnaissance officielle et durable de la famille de Gontaut-Biron dans l’histoire militaire française, ainsi que de sa place persistante dans le patrimoine national,,.
Réapparition d'un "présent de noces" en orfèvrerie.
Le 25 mars 2025 furent vendus à Quimper une aiguiere et son bassin ovale en vermeil (entre 1819 et 1838) par l'orfèvre parisien Louis Le Guay, dont le corps est orné d'un médaillon gravé aux armes d'alliance de Aimé-Charles de Gontaut-Biron (1776-1840) et d'Adelaide de Rohan-Chabot (1793-1869); cet ensemble (reprod.coul. p. 127 du n°23 de "La Gazette Drouot" - 4/04/2025), a atteint le somme de 7500 euros.  

#### Toponymie
Guillaume de Gontaut (1859–1939), dernier propriétaire du château de Biron, aurait notamment donné son nom au quartier des objets anciens du célèbre marché au puces de Saint-Ouen à Paris. De plus, des noms de rues évoquant les Gontaut-Biron à Paris, Pau, Dammarie-les-Lys, Beaupréau-en-Mauges, Deauville (Calvados), Biron (Dordogne, France), Biron (Érezée, Belgique) et Biron (Ciney, Belgique), témoignent de l’influence passée de la famille dans ces villes et villages,,,,.

## Alliances
Les principales alliances de la famille sont :
- de Beauvau-Craon (1875), (Branche de Gontaut-Biron)
- de Polignac (1878), (Branche de Gontaut-Biron)
- de Durfort-Duras (1727), (Branche de Hautefort)
- de Montmorency (1837), (Branche de Gontaut-Biron)
- de Bauffremont-Courtenay (1837), (Branche de Gontaut-Biron)
- de La Rochefoucauld (1600, 1723), (Branche de Gontaut-Biron)
- de Rohan-Chabot (1817), (Branche de Saint-Blancard)
- de Gramont (1715, 1720), (Branche de Gontaut-Biron)
- Troubetskoï (1873), (Branche de Gontaut-Biron)
- de Cugnac (1303, 1349, 1623 et 1694), (Branche de Gontaut-Biron)
- d'Harcourt (1738), (Branche de Hautefort) + (1871), (Branche de Gontaut-Biron)
- de Noailles (1617), (Branche de Gontaut-Biron)
- de Fitz-James (1849), (Branche de Gontaut-Biron)
- de Caumont-La-Force (1577), (Branche de Gontaut-Biron)
- de Colbert de Seigneley (1726), (Branche de Gontaut-Biron)
- de Virieu-Beauvoir-Faverges (1887,1888), (Branche de Gontaut-Biron)
- de Grimoüard de Beauvoir du Roure (1721), (Branche de Gontaut-Biron)
- de Bonneval (1717), (Branche de Gontaut-Biron)
- Crozat du Chatel (1744), (Branche de Gontaut-Biron)
- du Bouchet de Sourches (1730), (Branche de Gontaut-Biron)
- Gironde (1605), (Branche de Gontaut-Biron)
- de L'Espinay (1841), (Branche de Gontaut-Biron)
- de Lauzières de Thémines (1615), (Branche de Saint-Blancard) + (1730), (Branche de Hautefort)
- de Tournemire (1495), (Branche de Gontaut-Biron)
- Berton des Balbes de Crillon (1851), (Branche de Gontaut-Biron).

### Fonds d'archives
- Les archives de la branche de Hautefort ont été déposées en 1956 aux Archives départementales du Maine et Loire, dans la sous-série 30J (« Fonds de la famille Damas », sur francearchives.gouv.fr (consulté le 1er janvier 2025)).